# Allée Georges-Rouault
L'allée Georges-Rouault est une voie du 20e arrondissement de Paris, en France.

## Situation et accès
L'allée Georges-Rouault est une voie privée située dans le 20e arrondissement de Paris. Elle débute au 41, rue Julien-Lacroix et se termine au 30, rue du Pressoir.

## Origine du nom
Elle porte le nom du peintre, dessinateur et graveur français Georges Rouault (1871-1958).

## Historique
La voie est créée en 1964 dans le cadre de l'aménagement de l'ilot insalubre no 7 sous le nom provisoire de « voie BV/20 » et prend sa dénomination actuelle par un décret préfectoral du 5 juillet 1965.